# Achille Vleurinck
Achille Albert Adelaïde Vleurinck (Wachtebeke, 4 augustus 1913 - Gentbrugge, 24 februari 1959) was een Belgisch politicus voor de Liberale Partij.

## Levensloop
Vleurinck was secretaris van een liberale ziekenbond. In 1958 werd hij gemeenteraadslid van Gentbrugge.
In juni 1958 werd hij liberaal volksvertegenwoordiger voor het arrondissement Gent, een mandaat dat hij vervulde tot in februari 1959.